# Jingzhou (Hubei)
30°20′4″N 112°13′28″Ø / 30.33444°N 112.22444°Ø
Jingzhou (荆州; pinyin: Jīngzhōu) er en by på præfekturniveau beliggende ved Yangtzefloden i provinsen Hubei i det centrale Kina. Præfekturet har et areal på 14,067 km2, og en befolkning på 6.3 millioner mennesker (2005).

## Administrative enheder
Jingzhou består af to bydistrikter, tre amter og tre byamter:
- Bydistriktet Shashi – 沙市区 Shāshì Qū ; 469 km², 540.000 indbyggere, regeringssæde;
- Bydistriktet Jingzhou – 荆州区 Jīngzhōu Qū ; 1.046 km², 570.000 indbyggere;
- Amtet Jianli – 监利县 Jiānlì Xiàn ; 3.118 km², 1,46 mill. indbyggere;
- Amtet Gong'an – 公安县 Gōng'ān Xiàn ; 2.258 km², 1,03 mill. indbyggere;
- Amtet Jiangling – 江陵县 Jiānglíng Xiàn ; 1.032 km², 400.000 indbyggere;
- Byamtet Honghu – 洪湖市 Hónghú Shì ; 2.519 km², 920.000 indbyggere;
- Byamtet Shishou – 石首市 Shíshǒu Shì ; 1.427 km², 650.000 indbyggere;
- Byamtet Songzi – 松滋市 Sōngzī Shì ; 2.235 km², 840.000 indbyggere.

## Trafik
Kinas rigsvej 207 går gennem præfekturet, både gennem selve byen Jingzhou (bydistrikterne) og så amtet Gong'an. Denne vigtige trafikåre begynder i Xilinhot i Indre Mongoliet nær grænsen til Mongoliet, løber mod syd og ender i Hai'an, en by som ligger i Xuwen amtet syd på Leizhouhalvøen i provinsen Guangdong.
Kinas rigsvej 318, en af Folkerepublikken Kinas længste hovedveje, passerer også gennem området. Den begynder i Shanghai og fører blandt andet gennem Wuhan og Chengdu på sin vej ind i Tibet og Lhasa og helt frem til en kinesisk grænseovergang til Nepal i Zhangmu.